# Reisedienst Bonte

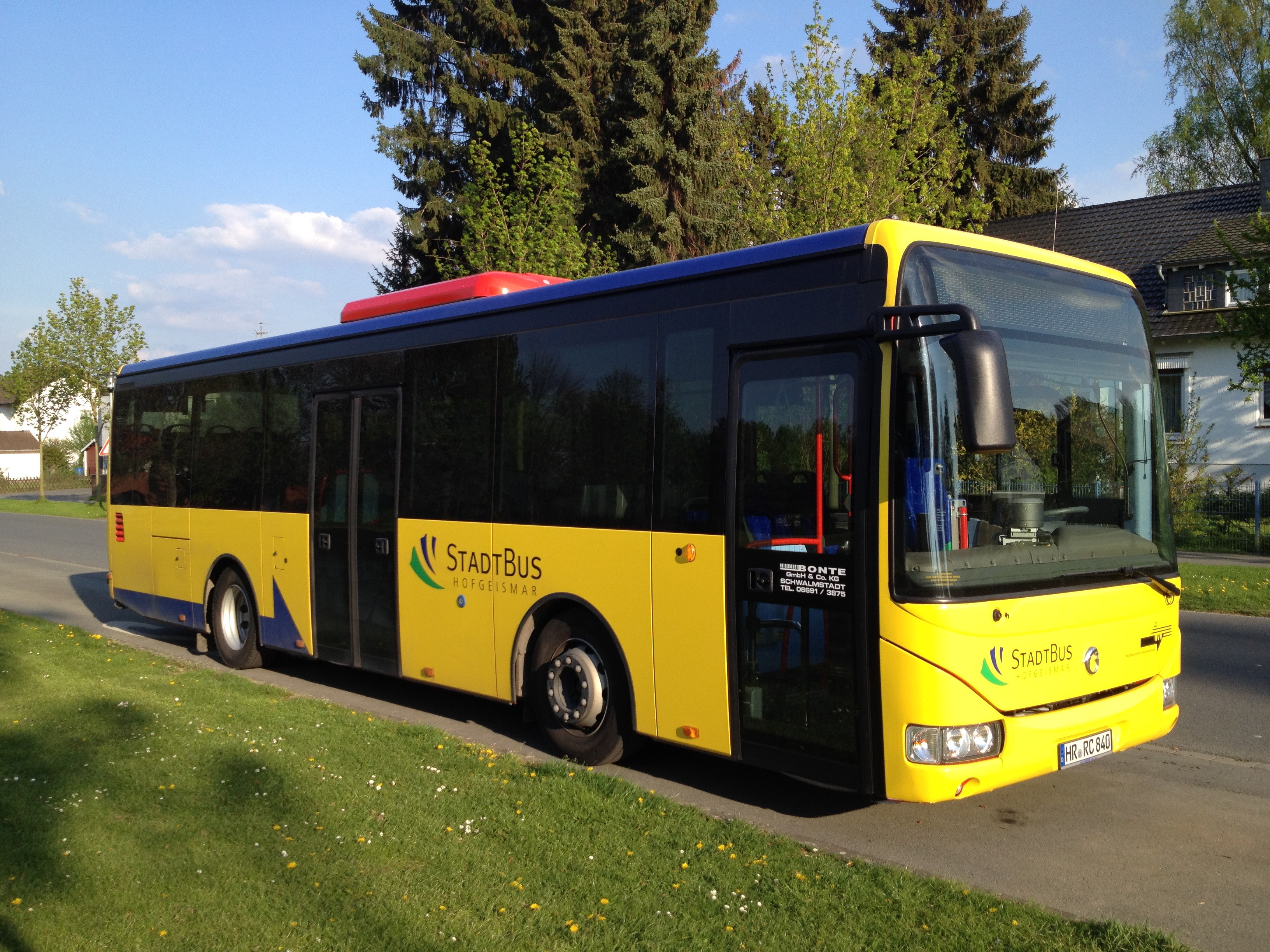
Stadtbus Hofgeismar

Die Reisedienst Bonte GmbH & Co. KG ist ein Verkehrsunternehmen des öffentlichen Nahverkehrs in Nordhessen. Zunächst auf den Reisedienst spezialisiert, profitierte das Unternehmen ab 2012 von den Ausschreibungen im hessischen Buspersonennahverkehr und konnte im Bereich des Nordhessischen Verkehrsverbundes (NVV) mehrere Linienbündel im Wettbewerb gewinnen, die zuvor u. a. von der RKH Regionalverkehr Kurhessen GmbH (DB Konzern) bedient wurden. 

## Unternehmen
Der Hauptsitz des Reisedienst Bonte GmbH & Co. KG befindet sich in Schwalmstadt. Weitere Niederlassungen befinden sich in Niedenstein und Rotenburg an der Fulda. Das Unternehmen wurde 1964 von Georg Bonte (1929–2022) als Fuhrbetrieb und Reisedienst mit zwei Bussen gegründet und konnte von ihm in den folgenden Jahren dank zweier Linienkonzessionen, Werksverkehr sowie Vereins- und Ausflugsfahrten kontinuierlich vergrößert werden. Anfang der 1970er Jahre wurde mit dem Bau des Betriebshof am Nordbahnhof in Ziegenhain begonnen, wo er sich nach vielen Erweiterungen bis heute befindet. Seit 2002 wird das Unternehmen von Bontes Sohn Helmut und Enkelsohn Michael Bonte geführt.

## Leistungen
Das Reiseunternehmen bietet Tagesausflüge und Mehrtagesfahrten an unterschiedliche Orte an. Zu den Leistungen gehören zusätzlich Musik- und Radfahrten, Kur- oder Schiffsreisen. Darüber hinaus werden Mietbusse für private und Vereinsfahrten angeboten. Nebenbei werden verschiedene Linienbusse bedient.

## Linienverzeichnis

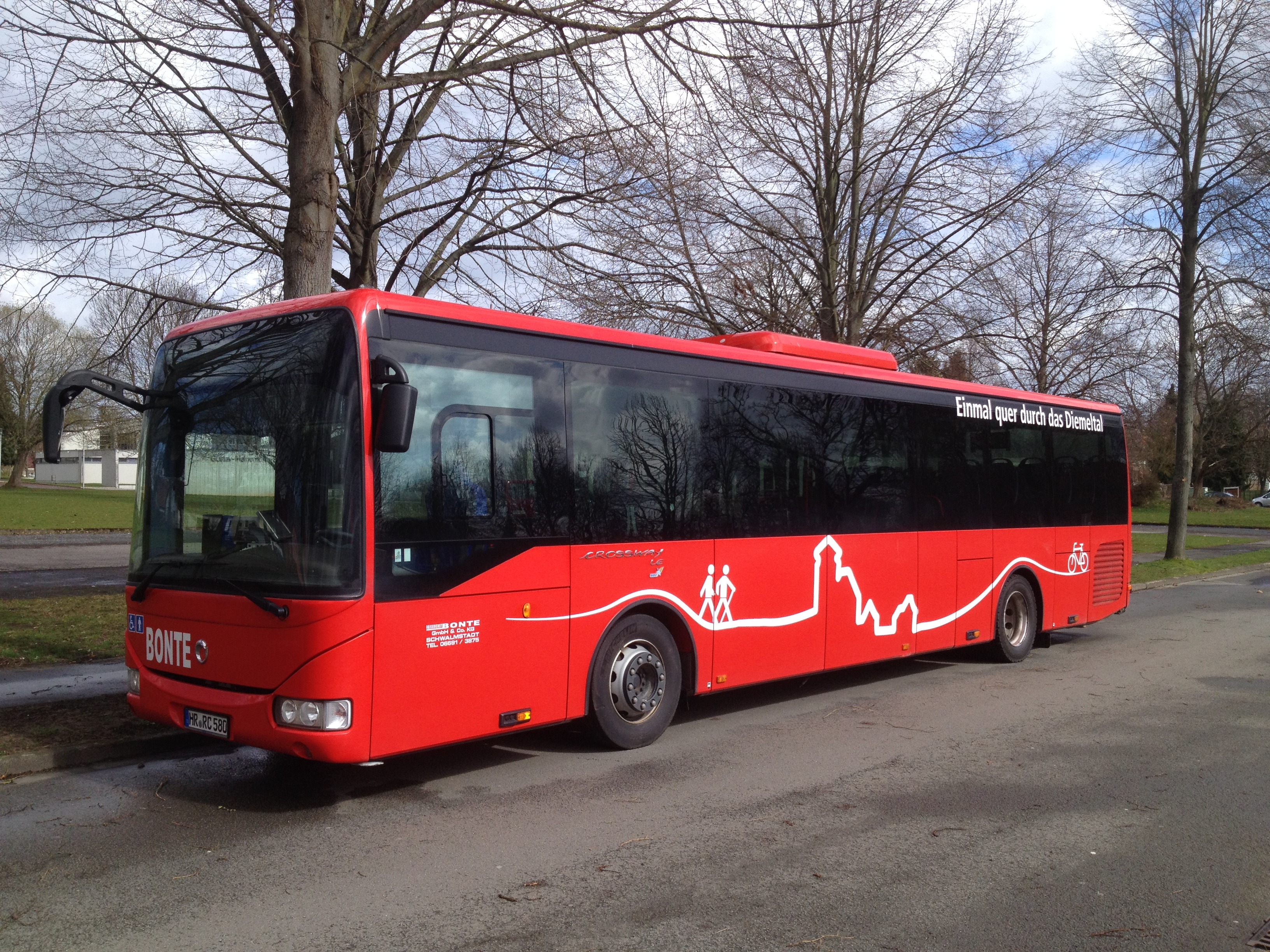
Bus im "regionalen Design"

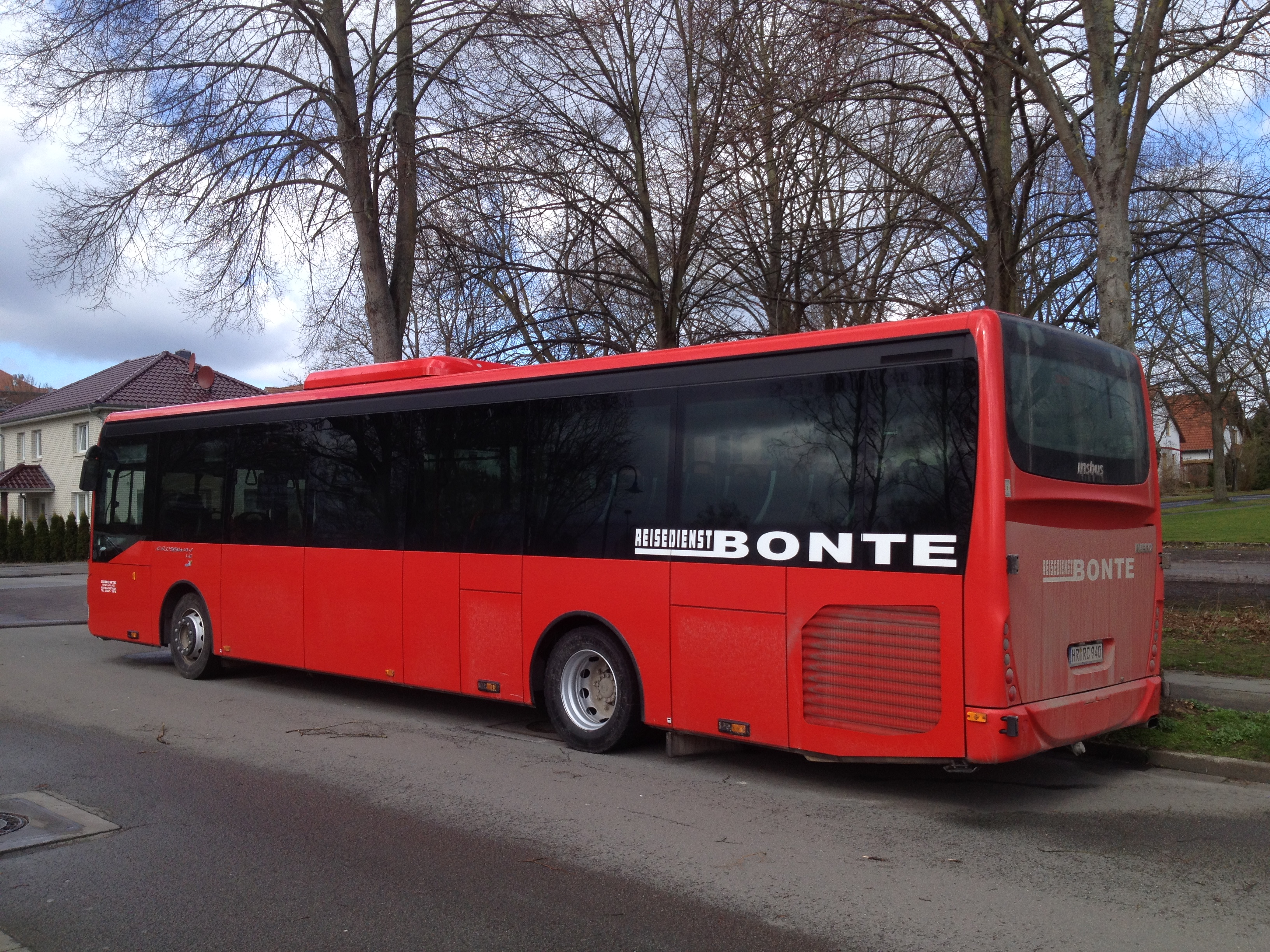
Bus im "normalen Design"

Folgende Buslinien werden betrieben:
- 46: Udenhausen <> Grebenstein <> Burguffeln <> Calden <> Flughafen Kassel-Calden <> Meimbressen <> Ehrsten <> Fürstenwald
- 47: Vellmar <> Espenau <> Calden <> Flughafen Kassel-Calden <> Westuffeln <> Obermeiser <> Niedermeiser <> Zwergen <> Liebenau
- 53: Bahnhof Kassel-Wilhelmshöhe <> Altenritte <> Elgershausen <> Hoof <> Breitenbach <> Martinhagen
- 100: Bahnhof Kassel-Wilhelmshöhe <> Schäferberg <> Flughafen Kassel-Calden
- 110: Kassel <> Habichtswald <> Wolfhagen
- 112: StadtBus Wolfhagen
- 113: Gasterfeld <> Wolfhagen <> Nothfelden <> Altenhasungen <> Wenigenhasungen <> Burghasungen <> Oelshausen <> Istha <> Bründersen
- 114: Gasterfeld <> Viesebeck <> Wolfhagen <> Wenigenhasungen / Altenhasungen
- 117: Oberelsungen <> Zierenberg <> Dörnberg <> Ehlen <> Burghasungen <> Oelshausen <> Wenigenhasungen <> Altenhasungen <> Nothfelden
- 118: Oelshausen <> Burghasungen <> Ehlen <> Zierenberg <> Hoher Dörnberg
- 120: Wolfhagen <> Breuna <> Warburg
- 121: Wolfhagen <> Nothfelden <> Oberelsungen <> Niederelsungen <> Breuna <> Oberlistingen <> Niederlistingen <> Wettesingen <> Calenberg <> Warburg
- 122: Wettesingen <> Niederlistingen <> Oberlistingen <> Breuna <> Rhöda <> Volkmarsen
- 123: Breuna <> Rhöda <> Volkmarsen
- 130: Hofgeismar <> Niedermeiser <> Breuna <> Oberelsungen
- 131: Niedermeiser <> Obermeiser <> Westuffeln <> Grebenstein
- 132: Ersen <> Niedermeiser <> Obermeiser <> Westuffeln <> Calden
- 133: Fürstenwald <> Ehrsten <> Meimbressen <> Calden <> Burguffeln <> Schachten <> Grebenstein
- 134: Grebenstein <> Schachten
- 140: Hofgeismar <> Liebenau <> Warburg
- 141: Hofgeismar <> Friedrichsdorf / Niedermeiser <> Zwergen <> Lamerden <> Ostheim <> Liebenau
- 142: Hofgeismar <> Schöneberg <> Hümme <> Sielen <> Eberschütz <> Lamerden <> Ostheim <> Liebenau <> Haueda <> Grimelsheim <> Ersen
- 143: Hümme <> Stammen <> Trendelburg <> Deisel <> Wülmersen / Langenthal
- 151: Fritzlar <> Naumburg / Bad Emstal <> Wolfhagen
- 152: Bad Emstal <> Naumburg
- 153: Großenritte <> Elgershausen <> Hoof <> Breitenbach <> Sand <> Merxhausen <> Riede <> Elbenberg <> Naumburg <> Altenstädt <> Balhorn <> Martinhagen
- 154: Naumburg <> Elbenberg <> Altendorf <> Heimarshausen <> Züschen <> Geismar <> Fritzlar
- 155: Balhorn <> Sand <> Merxhausen <> Riede <> Lohne <> Haddamar <> Fritzlar
- 156: Heimarshausen <> Altendorf <> Elbenberg <> Naumburg <> Altenstädt <> Bründersen <> Wolfhagen
- 157: Merxhausen <> Sand <> Balhorn <> Istha <> Wolfhagen
- 158: Elmshagen <> Breitenbach
- 159: Kassel Schulzentrum Brückenhof <> Baunatal <> Schauenburg <> Bad Emstal
- 171: Immenhausen <> Mariendorf <> Udenhausen <> Grebenstein
- 172: Schäferberg <> Mönchehof <> Hohenkirchen <> Immenhausen
- 173: Immenhausen <> Holzhausen
- 184: StadtBus Hofgeismar
- 185: StadtBus Hofgeismar
- 186: StadtBus Hofgeismar
- 187: StadtBus Hofgeismar

Die Buslinie 100 zwischen dem Bahnhof Kassel-Wilhelmshöhe und dem Flughafen Kassel-Calden ist seit Oktober 2015 als erste Buslinie im Nordhessischen Verkehrsverbund mit kostenfreiem W-LAN ausgestattet.

## Kritik
Die Reisedienst Bonte GmbH & Co. KG stand mehrmals in der Kritik. So wurden Schüler aufgrund überfüllter Busse im Winter nicht mitgenommen, Fahrer stellten ohne Rücksprache mit dem Unternehmen ihren Dienst ein, Kunden fuhren wegen fehlender Ticketautomaten umsonst und konnten keine Fahrkarten beim Busfahrer lösen, woraufhin andere Busunternehmen an Bonte appellierten für einen fairen Wettbewerb einzutreten und die vom NVV auferlegten Regeln einzuhalten. Weiter wurden Anschlüsse trotz Voranmeldung nicht eingehalten, Verbindungen fielen ohne Wissen des Unternehmens stundenlang aus und es wurden zu kleine Busse eingesetzt.